# Ctenomorpha
Ctenomorpha is een geslacht van Phasmatodea uit de familie Phasmatidae. De wetenschappelijke naam van dit geslacht is voor het eerst geldig gepubliceerd in 1833 door Gray.

## Soorten
Het geslacht Ctenomorpha omvat de volgende soorten:
- Ctenomorpha gargantua Hasenpusch & Brock, 2006
- Ctenomorpha marginipennis Gray, 1833